# Lilla Röllingen
Lilla Röllingen är en sjö i Askersunds kommun i Närke och ingår i Motala ströms huvudavrinningsområde. Sjön har en area på 0,0929 kvadratkilometer och ligger 114,2 meter över havet.

## Delavrinningsområde
Lilla Röllingen ingår i det delavrinningsområde (653024-145038) som SMHI kallar för Rinner till Vättern - Alsen. Medelhöjden är 121 meter över havet och ytan är 23,38 kvadratkilometer. Det finns inga avrinningsområden uppströms utan avrinningsområdet är högsta punkten. Dohnaforsån som avvattnar avrinningsområdet har biflödesordning 3, vilket innebär att vattnet flödar genom totalt 3 vattendrag innan det når havet efter 157 kilometer. Avrinningsområdet består mestadels av skog (76 procent). Avrinningsområdet har 0,7 kvadratkilometer vattenytor vilket ger det en sjöprocent på 3 procent. Bebyggelsen i området täcker en yta av 2,13 kvadratkilometer eller 9 procent av avrinningsområdet.